# XIII Premis Cinematogràfics José María Forqué
La cerimònia dels XIII Premis Cinematogràfics José María Forqué es va celebrar al Palau de Congressos de Madrid el 6 de maig de 2008. Es tracta d'uns guardons atorgats anualment des de 1996 per l'EGEDA com a reconeixement a les millors produccions cinematogràfiques espanyoles pels seus valors tècnics i artístics produïdes entre l'1 de gener i el 31 de desembre de 2007.
La gala fou presentada per José Coronado i Dnoe Lamiss, qui va fer alguns números de cabaret. Hi va assistir el ministre de Cultura, César Antonio Molina, Natalia Verbeke, Miguel Ángel Silvestre, Verónica Forqué i Bárbara Lennie, entre d'altres. El premi es de 30.050 euros a la millor pel·lícula i 6.010 euros al de la millor pel·lícula documental o d'animació.

## Nominacions i premis
Els nominats i guanyadors d'aquesta edició foren: 
| Millor pel·lícula                                                                            | Millor documental o animació                                                                                   |
| -------------------------------------------------------------------------------------------- | --- |
| - L'orfenat - Las 13 rosas - La soledat - Siete mesas de billar francés - Bajo las estrellas | - Invisibles de Mariano Barroso, Isabel Coixet, Javier Corcuera Andrino, Fernando León de Aranoa i Wim Wenders |
| Medalla d'honor                                                                              | |
| José Luis Borau                                                                              | |